# Ozarba parvula
Ozarba parvula är en fjärilsart som beskrevs av Emilio Berio 1940. Ozarba parvula ingår i släktet Ozarba och familjen nattflyn. Inga underarter finns listade i Catalogue of Life.